# Ciències físiques
Ciències físiques és un terme que aglutina les branques de les ciències naturals, i de la ciència (en general), que estudien els sistemes no vius, en contrast amb les ciències biològiques. No obstant això, hi ha branques de les ciències físiques que també estudien fenòmens biològics. Les ciències físiques bàsiques inclouen: 

## Branques de les ciències físiques
- Física: la ciència que estudia les propietats de la matèria i l'energia i les seves transformacions.
- Astronomia: l'estudi de l'univers més enllà de l'atmosfera de la Terra

- Química: la ciència que estudia la composició de les substàncies i la seva interacció amb l'energia i amb altres substàncies

- També inclou algunes de les ciències de la Terra, com:

- - Geologia: l'estudi de l'estructura planetària de la Terra i els processos físics que li donen forma

- - Hidrologia: l'estudi del moviment i la pertorbació de l'aigua de la superfície terrestre

- - Meteorologia: l'estudi dels patrons del clima i altres fenòmens atmosfèrics

- - Oceanografia: l'estudi de l'oceà com un sistema físic

## Principis bàsics de les ciències físiques
Les ciències físiques es fonamenten en conceptes clau i teories que expliquen o presenten un model d'algun aspecte del comportament de la natura.